# Strade Bianche 2021
La Strade Bianche 2021, quinzena edició de la Strade Bianche, es disputà el dissabte 6 de març de 2021 sobre un recorregut de 184 km. La cursa forma part del calendari de l'UCI World Tour 2021 amb una categoria 1.UWT.
Diverses escapades van marcar la cursa fins que en el vuitè tram de sterrato es va formar un petit grup capdavanter format per vuit ciclistes: Wout van Aert, Mathieu van der Poel, Julian Alaphilippe, Michael Gogl, Quinn Simmons, Tadej Pogačar, Egan Bernal i Tom Pidcock. Simmons quedà despenjat en patir una caiguda.
Els set ciclistes van arribar units al darrer tram de sterrato, on Mathieu van der Poel (Alpecin-Fenix) atacà. Sols Julian Alaphilippe (Deceuninck-Quick Step) el va seguir en un primer moment, i poc després se'ls va unir Egan Bernal (Ineos Grenadiers). Aquest trio arribà unit a Siena, on Mathieu van der Poel protagonitzà un dur atac ja dins el darrer quilòmetre que li va permetre guanyar en solitari a la Piazza del Campo. Julian Alaphilippe fou segon i Egan Bernal completà el podi.

## Recorregut
Sectors de strade bianche
| Sector Núm. | Nom                   | Quilòmetres                     | Llargada (m)  | Categoria |
| ----------- | --------------------- | ------------------------------- | ------------- | --------- |
| 1           | Vidritta              | entre el km 17,6 i el km 19,7   | 2.100 metres  | 01        |
| 2           | Bagnaia               | entre el km 25,0 i el km 30,8   | 5.800 metres  | 01        |
| 3           | Radi                  | entre el km 36,9 i el km 41,3   | 4.400 metres  | 03        |
| 4           | La Piana              | entre el km 47,6 i el km 53,1   | 5.500 metres  | 01        |
| 5           | Lucignano d'Asso      | entre el km 75,8 i el km 87,7   | 11.900 metres | 03        |
| 6           | Pieve a Salti         | entre el km 88,7 i el km 96,7   | 8.000 metres  | 04        |
| 7           | San Martino in Grania | entre el km 111,3 i el km 120,8 | 9.500 metres  | 03        |
| 8           | Monte Sante Marie     | entre el km 130 i el km 141,5   | 11.500 metres | 05        |
| 9           | Monteaperti           | entre el km 160 i el km 160,8   | 800 metres    | 01        |
| 10          | Colle Pinzuto         | entre el km 164,6 i el km 167   | 2.400 metres  | 04        |
| 11          | Le Tolfe              | entre el km 171 i elkm 172,1    | 1.100 metres  | 03        |

## Equips participants
En aquesta edició l'organització va convidar a 25 equips: els 19 equips UCI WorldTeams i sis UCI ProTeams.
| WorldTeams (19)- AG2R Citroën Team - Astana-Premier Tech - Bahrain Victorious - Bora-Hansgrohe - Cofidis - Deceuninck-Quick Step - EF Education-Nippo - Groupama-FDJ - Ineos Grenadiers - Intermarché-Wanty-Gobert Matériaux - Israel Start-Up Nation - Jumbo-Visma - Lotto Soudal - Movistar Team - Team BikeExchange - Team DSM - Qhubeka Assos - Trek-Segafredo - UAE Team Emirates ProTeams (6)- Alpecin-Fenix - Androni Giocattoli-Sidermec - Arkéa-Samsic - Bardiani CSF Faizanè - Eolo-Kometa - Vini Zabù |
| |

## Classificació final
| \| Classificació general \| Classificació general \| Classificació general \| Classificació general \| Classificació general \| \| Corredor \| Corredor \| Equip \| Temps \| \| \| --------------------- \| ----------------------------- \| --------------------- \| --------------------- \| --------------------- \| \| 1r \| Mathieu van der Poel \| Alpecin-Fenix \| 4h 40' 29" \| \| \| 2n \| Julian Alaphilippe \| Deceuninck-Quick Step \| + 5" \| \| \| 3r \| Egan Bernal Gómez \| Ineos Grenadiers \| + 20" \| \| \| 4t \| Wout van Aert \| Jumbo-Visma \| + 51" \| \| \| 5è \| Thomas Pidcock \| Ineos Grenadiers \| + 54" \| \| \| 6è \| Michael Gogl \| Qhubeka Assos \| + 54" \| \| \| 7è \| Tadej Pogačar \| UAE Team Emirates \| + 54" \| \| \| 8è \| Simon Clarke \| Qhubeka Assos \| + 2' 25" \| \| \| 9è \| Jakob Fuglsang \| Astana-Premier Tech \| + 2' 25" \| \| \| 10è \| Peio Bilbao López de Armentia \| Bahrain Victorious \| + 2' 39" \| \| \| 11è \| Simon Carr \| EF Education-Nippo \| + 3' 36" \| \| \| 12è \| Robert Power \| Qhubeka Assos \| + 3' 45" \| \| \| 13è \| Tim Wellens \| Lotto-Soudal \| + 4' 19" \| \| \| 14è \| Gianni Vermeersch \| Alpecin-Fenix \| + 4' 21" \| \| \| 15è \| Petr Vakoč \| Alpecin-Fenix \| + 4' 30" \| \| \| 16è \| Kevin Geniets \| Groupama-FDJ \| + 6' 26" \| \| \| 17è \| Clément Venturini \| AG2R Citroën Team \| + 6' 26" \| \| \| 18è \| Bauke Mollema \| Trek-Segafredo \| + 6' 26" \| \| \| 19è \| Greg Van Avermaet \| AG2R Citroën Team \| + 6' 26" \| \| \| 20è \| Romain Bardet \| Team DSM \| + 6' 26" \| \| |                               |                       |            |
| |                               |                       |            |
| Font: ProCyclingStats |                               |                       |            |
| Classificació general |                               |                       |            |
| Corredor | Corredor                      | Equip                 | Temps      |
| 1r | Mathieu van der Poel          | Alpecin-Fenix         | 4h 40' 29" |
| 2n | Julian Alaphilippe            | Deceuninck-Quick Step | + 5"       |
| 3r | Egan Bernal Gómez             | Ineos Grenadiers      | + 20"      |
| 4t | Wout van Aert                 | Jumbo-Visma           | + 51"      |
| 5è | Thomas Pidcock                | Ineos Grenadiers      | + 54"      |
| 6è | Michael Gogl                  | Qhubeka Assos         | + 54"      |
| 7è | Tadej Pogačar                 | UAE Team Emirates     | + 54"      |
| 8è | Simon Clarke                  | Qhubeka Assos         | + 2' 25"   |
| 9è | Jakob Fuglsang                | Astana-Premier Tech   | + 2' 25"   |
| 10è | Peio Bilbao López de Armentia | Bahrain Victorious    | + 2' 39"   |
| 11è | Simon Carr                    | EF Education-Nippo    | + 3' 36"   |
| 12è | Robert Power                  | Qhubeka Assos         | + 3' 45"   |
| 13è | Tim Wellens                   | Lotto-Soudal          | + 4' 19"   |
| 14è | Gianni Vermeersch             | Alpecin-Fenix         | + 4' 21"   |
| 15è | Petr Vakoč                    | Alpecin-Fenix         | + 4' 30"   |
| 16è | Kevin Geniets                 | Groupama-FDJ          | + 6' 26"   |
| 17è | Clément Venturini             | AG2R Citroën Team     | + 6' 26"   |
| 18è | Bauke Mollema                 | Trek-Segafredo        | + 6' 26"   |
| 19è | Greg Van Avermaet             | AG2R Citroën Team     | + 6' 26"   |
| 20è | Romain Bardet                 | Team DSM              | + 6' 26"   |

## Llista de participants
| Jumbo-Visma TJV | Jumbo-Visma TJV            | Jumbo-Visma TJV |
| --------------- | -------------------------- | --------------- |
| Núm             | Ciclista                   | Pos             |
| 1               | Wout van Aert (BEL)        | 4t              |
| 2               | Tobias Foss (NOR)          | 46è             |
| 3               | Robert Gesink (NED)        | 69è             |
| 4               | Chris Harper (AUS)         | 118è            |
| 5               | Nathan Van Hooydonck (BEL) | 76è             |
| 6               | Paul Martens (GER)         | DNF             |
| 7               | Timo Roosen (NED)          | 85è             |

| AG2R Citroën Team ACT | AG2R Citroën Team ACT   | AG2R Citroën Team ACT |
| --------------------- | ----------------------- | --------------------- |
| Núm                   | Ciclista                | Pos                   |
| 11                    | Greg Van Avermaet (BEL) | 19è                   |
| 12                    | Lilian Calmejane (FRA)  | FC                    |
| 13                    | Nans Peters (FRA)       | 35è                   |
| 14                    | Michael Schär (SUI)     | 52è                   |
| 15                    | Gijs Van Hoecke (BEL)   | 88è                   |
| 16                    | Andrea Vendrame (ITA)   | 26è                   |
| 17                    | Clément Venturini (FRA) | 17è                   |

| Alpecin-Fenix AFC | Alpecin-Fenix AFC                 | Alpecin-Fenix AFC |
| ----------------- | --------------------------------- | ----------------- |
| Núm               | Ciclista                          | Pos               |
| 21                | Mathieu van der Poel (NED) (ruta) | 1r                |
| 22                | Xandro Meurisse (BEL)             | FC                |
| 23                | Jonas Rickaert (BEL)              | DNF               |
| 24                | Petr Vakoč (CZE)                  | 15è               |
| 25                | Otto Vergaerde (BEL)              | FC                |
| 26                | Gianni Vermeersch (BEL)           | 14è               |
| 27                | Philipp Walsleben (GER)           | 95è               |

| Androni Giocattoli-Sidermec ANS | Androni Giocattoli-Sidermec ANS | Androni Giocattoli-Sidermec ANS |
| ------------------------------- | ------------------------------- | ------------------------------- |
| Núm                             | Ciclista                        | Pos                             |
| 31                              | Mattia Bais (ITA)               | 80è                             |
| 32                              | Alexander Cepeda (ECU)          | FC                              |
| 33                              | Simon Pellaud (SUI)             | DNF                             |
| 34                              | Josip Rumac (CRO)               | 78è                             |
| 35                              | Filippo Tagliani (ITA)          | FC                              |
| 36                              | Nicola Venchiarutti (ITA)       | FC                              |
| 37                              | Mattia Viel (ITA)               | FC                              |

| Astana-Premier Tech APT | Astana-Premier Tech APT       | Astana-Premier Tech APT |
| ----------------------- | ----------------------------- | ----------------------- |
| Núm                     | Ciclista                      | Pos                     |
| 41                      | Jakob Fuglsang (DEN)          | 9è                      |
| 42                      | Alexander Aranburu Deba (ESP) | 22è                     |
| 43                      | Manuele Boaro (ITA)           | 96è                     |
| 44                      | Fabio Felline (ITA)           | DNF                     |
| 45                      | Hugo Houle (CAN)              | 51è                     |
| 46                      | Gorka Izagirre Insausti (ESP) | 50è                     |
| 47                      | Jonas Gregaard Wilsly (DEN)   | FC                      |

| Bahrain Victorious TBV | Bahrain Victorious TBV              | Bahrain Victorious TBV |
| ---------------------- | ----------------------------------- | ---------------------- |
| Núm                    | Ciclista                            | Pos                    |
| 51                     | Peio Bilbao López de Armentia (ESP) | 10è                    |
| 52                     | Eros Capecchi (ITA)                 | DNF                    |
| 53                     | Matej Mohorič (SLO)                 | 56è                    |
| 54                     | Domen Novak (SLO)                   | DNF                    |
| 55                     | Mark Padun (UKR)                    | DNF                    |
| 56                     | Hermann Pernsteiner (AUT)           | 43è                    |
| 57                     | Jan Tratnik (SLO)                   | 83è                    |

| Bardiani CSF Faizanè BCF | Bardiani CSF Faizanè BCF | Bardiani CSF Faizanè BCF |
| ------------------------ | ------------------------ | ------------------------ |
| Núm                      | Ciclista                 | Pos                      |
| 61                       | Filippo Zaccanti (ITA)   | DNF                      |
| 62                       | Davide Gabburo (ITA)     | DNF                      |
| 63                       | Fabio Mazzucco (ITA)     | FC                       |
| 64                       | Alessandro Tonelli (ITA) | 92è                      |
| 65                       | Giovanni Visconti (ITA)  | DNF                      |
| 66                       | Filippo Zana (ITA)       | 38è                      |
| 67                       | Samuele Zoccarato (ITA)  | 108è                     |

| Bora-Hansgrohe BOH | Bora-Hansgrohe BOH     | Bora-Hansgrohe BOH |
| ------------------ | ---------------------- | ------------------ |
| Núm                | Ciclista               | Pos                |
| 71                 | Giovanni Aleotti (ITA) | 55è                |
| 72                 | Emanuel Buchmann (GER) | 40è                |
| 73                 | Marcus Burghardt (GER) | 68è                |
| 74                 | Patrick Gamper (AUT)   | 116è               |
| 75                 | Patrick Konrad (AUT)   | 32è                |
| 76                 | Daniel Oss (ITA)       | 53è                |
| 77                 | Ben Zwiehoff (GER)     | 70è                |

| Cofidis COF | Cofidis COF                  | Cofidis COF |
| ----------- | ---------------------------- | ----------- |
| Núm         | Ciclista                     | Pos         |
| 81          | Nicolas Edet (FRA)           | 112è        |
| 82          | Natnael Berhane (ERI) (ruta) | 106è        |
| 83          | Tom Bohli (SUI)              | 79è         |
| 84          | André Carvalho (POR)         | 87è         |
| 85          | Thomas Champion (FRA)        | 82è         |
| 86          | Nathan Haas (AUS)            | 110è        |
| 87          | Fabio Sabatini (ITA)         | DNF         |

| Deceuninck-Quick Step DQT | Deceuninck-Quick Step DQT       | Deceuninck-Quick Step DQT |
| ------------------------- | ------------------------------- | ------------------------- |
| Núm                       | Ciclista                        | Pos                       |
| 91                        | Julian Alaphilippe (FRA) (ruta) | 2n                        |
| 92                        | João Almeida (POR)              | 37è                       |
| 93                        | Kasper Asgreen (DEN) (ruta)     | 25è                       |
| 94                        | Davide Ballerini (ITA)          | DNF                       |
| 95                        | Dries Devenyns (BEL)            | DNF                       |
| 96                        | Pieter Serry (BEL)              | 66è                       |
| 97                        | Zdeněk Štybar (CZE)             | 62è                       |

| EF Education-Nippo EFN | EF Education-Nippo EFN    | EF Education-Nippo EFN |
| ---------------------- | ------------------------- | ---------------------- |
| Núm                    | Ciclista                  | Pos                    |
| 101                    | Alberto Bettiol (ITA)     | 23è                    |
| 102                    | Simon Carr (GBR)          | 11è                    |
| 103                    | Lawson Craddock (USA)     | DNF                    |
| 104                    | Mitchell Docker (AUS)     | 114è                   |
| 105                    | Alex Howes (USA) (ruta)   | DNF                    |
| 106                    | Sebastian Langeveld (NED) | FC                     |
| 107                    | Julius van den Berg (NED) | FC                     |

| Eolo-Kometa EOK | Eolo-Kometa EOK       | Eolo-Kometa EOK |
| --------------- | --------------------- | --------------- |
| Núm             | Ciclista              | Pos             |
| 111             | Davide Bais (ITA)     | 101è            |
| 112             | Erik Fetter (HUN)     | 100è            |
| 113             | Sergio García (ESP)   | FC              |
| 114             | Arturo Gravalos (ESP) | FC              |
| 115             | Samuele Rivi (ITA)    | DNF             |
| 116             | Diego Sevilla (ESP)   | FC              |
| 117             | Daniel Viegas (POR)   | FC              |

| Groupama-FDJ GFC | Groupama-FDJ GFC           | Groupama-FDJ GFC |
| ---------------- | -------------------------- | ---------------- |
| Núm              | Ciclista                   | Pos              |
| 121              | Stefan Küng (SUI) (ruta)   | 31è              |
| 122              | Kevin Geniets (LUX) (ruta) | 16è              |
| 123              | Simon Guglielmi (FRA)      | 39è              |
| 124              | Tobias Ludvigsson (SWE)    | 103è             |
| 125              | Valentin Madouas (FRA)     | 21è              |
| 126              | Rudy Molard (FRA)          | 36è              |
| 127              | Romain Seigle (FRA)        | 64è              |

| Ineos Grenadiers IGD | Ineos Grenadiers IGD     | Ineos Grenadiers IGD |
| -------------------- | ------------------------ | -------------------- |
| Núm                  | Ciclista                 | Pos                  |
| 131                  | Thomas Pidcock (GBR)     | 5è                   |
| 132                  | Leonardo Basso (ITA)     | DNF                  |
| 133                  | Egan Bernal Gómez (COL)  | 3r                   |
| 134                  | Owain Doull (GBR)        | 27è                  |
| 135                  | Michał Kwiatkowski (POL) | DNF                  |
| 136                  | Salvatore Puccio (ITA)   | DNF                  |
| 137                  | Pàvel Sivakov (RUS)      | 67è                  |

| Intermarché-Wanty-Gobert Matériaux IWG | Intermarché-Wanty-Gobert Matériaux IWG | Intermarché-Wanty-Gobert Matériaux IWG |
| -------------------------------------- | -------------------------------------- | -------------------------------------- |
| Núm                                    | Ciclista                               | Pos                                    |
| 141                                    | Théo Delacroix (FRA)                   | 77è                                    |
| 142                                    | Tom Devriendt (BEL)                    | DNF                                    |
| 143                                    | Andrea Pasqualon (ITA)                 | DNF                                    |
| 144                                    | Simone Petilli (ITA)                   | 91è                                    |
| 145                                    | Lorenzo Rota (ITA)                     | 34è                                    |
| 146                                    | Loïc Vliegen (BEL)                     | DNF                                    |
| 147                                    | Jan Bakelants (BEL)                    | 65è                                    |

| Israel Start-Up Nation ISN | Israel Start-Up Nation ISN | Israel Start-Up Nation ISN |
| -------------------------- | -------------------------- | -------------------------- |
| Núm                        | Ciclista                   | Pos                        |
| 151                        | Reto Hollenstein (SUI)     | 86è                        |
| 152                        | Jenthe Biermans (BEL)      | DNF                        |
| 153                        | Guillaume Boivin (CAN)     | FC                         |
| 154                        | Alessandro De Marchi (ITA) | 59è                        |
| 155                        | Alexis Renard (FRA)        | FC                         |
| 156                        | Mads Würtz Schmidt (DEN)   | 109è                       |
| 157                        | Tom Van Asbroeck (BEL)     | 75è                        |

| Lotto-Soudal LTS | Lotto-Soudal LTS         | Lotto-Soudal LTS |
| ---------------- | ------------------------ | ---------------- |
| Núm              | Ciclista                 | Pos              |
| 161              | Tim Wellens (BEL)        | 13è              |
| 162              | Filippo Conca (ITA)      | 81è              |
| 163              | Frederik Frison (BEL)    | 94è              |
| 164              | Andreas Kron (DEN)       | 28è              |
| 165              | Tomasz Marczyński (POL)  | DNF              |
| 166              | Tosh Van der Sande (BEL) | DNF              |
| 167              | Brent Van Moer (BEL)     | 61è              |

| Movistar Team MOV | Movistar Team MOV                 | Movistar Team MOV |
| ----------------- | --------------------------------- | ----------------- |
| Núm               | Ciclista                          | Pos               |
| 171               | Alejandro Valverde Belmonte (ESP) | 47è               |
| 172               | Héctor Carretero Milla (ESP)      | 97è               |
| 173               | Iván García Cortina (ESP)         | 29è               |
| 174               | Abner González (PUR)              | 71è               |
| 175               | Lluís Mas Bonet (ESP)             | 48è               |
| 176               | Sergio Samitier (ESP)             | 115è              |
| 177               | Gonzalo Serrano Rodríguez (ESP)   | 49è               |

| Arkéa-Samsic ARK | Arkéa-Samsic ARK         | Arkéa-Samsic ARK |
| ---------------- | ------------------------ | ---------------- |
| Núm              | Ciclista                 | Pos              |
| 181              | Diego Rosa (ITA)         | 57è              |
| 182              | Benjamin Declercq (BEL)  | 104è             |
| 183              | Thibault Guernalec (FRA) | DNF              |
| 184              | Kévin Ledanois (FRA)     | 113è             |
| 185              | Matis Louvel (FRA)       | 74è              |
| 186              | Łukasz Owsian (POL)      | 105è             |
| 187              | Laurent Pichon (FRA)     | DNF              |

| BikeExchange BEX | BikeExchange BEX              | BikeExchange BEX |
| ---------------- | ----------------------------- | ---------------- |
| Núm              | Ciclista                      | Pos              |
| 191              | Simon Yates (GBR)             | 63è              |
| 192              | Jack Bauer (NZL)              | 89è              |
| 193              | Brent Bookwalter (USA)        | 44è              |
| 194              | Christopher Juul-Jensen (DEN) | 60è              |
| 195              | Barnabás Peák (HUN)           | FC               |
| 196              | Nick Schultz (AUS)            | DNF              |
| 197              | Robert Stannard (AUS)         | 30è              |

| Team DSM DSM | Team DSM DSM            | Team DSM DSM |
| ------------ | ----------------------- | ------------ |
| Núm          | Ciclista                | Pos          |
| 201          | Romain Bardet (FRA)     | 20è          |
| 202          | Thymen Arensman (NED)   | 117è         |
| 203          | Romain Combaud (FRA)    | 107è         |
| 204          | Chris Hamilton (AUS)    | 90è          |
| 205          | Joris Nieuwenhuis (NED) | 98è          |
| 206          | Martijn Tusveld (NED)   | 99è          |
| 207          | Kevin Vermaerke (USA)   | 111è         |

| Qhubeka Assos TQA | Qhubeka Assos TQA          | Qhubeka Assos TQA |
| ----------------- | -------------------------- | ----------------- |
| Núm               | Ciclista                   | Pos               |
| 211               | Simon Clarke (AUS)         | 8è                |
| 212               | Michael Gogl (AUT)         | 6è                |
| 213               | Bert-Jan Lindeman (NED)    | 84è               |
| 214               | Robert Power (AUS)         | 12è               |
| 215               | Mauro Schmid (SUI)         | 41è               |
| 216               | Karel Vacek (CZE)          | DNF               |
| 217               | Emil Nygaard Vinjebo (DEN) | 72è               |

| Trek-Segafredo TFS | Trek-Segafredo TFS           | Trek-Segafredo TFS |
| ------------------ | ---------------------------- | ------------------ |
| Núm                | Ciclista                     | Pos                |
| 221                | Gianluca Brambilla (ITA)     | 33è                |
| 222                | Nicola Conci (ITA)           | DNF                |
| 223                | Amanuel Gebrezgabihier (ERI) | 73è                |
| 224                | Bauke Mollema (NED)          | 18è                |
| 225                | Antonio Nibali (ITA)         | DNF                |
| 226                | Quinn Simmons (USA)          | 54è                |
| 227                | Toms Skujiņš (LAT)           | 45è                |

| UAE Team Emirates UAD | UAE Team Emirates UAD       | UAE Team Emirates UAD |
| --------------------- | --------------------------- | --------------------- |
| Núm                   | Ciclista                    | Pos                   |
| 231                   | Tadej Pogačar (SLO)         | 7è                    |
| 232                   | Valerio Conti (ITA)         | DNF                   |
| 233                   | Davide Formolo (ITA)        | 24è                   |
| 234                   | Vegard Stake Laengen (NOR)  | 42è                   |
| 235                   | Marco Marcato (ITA)         | 93è                   |
| 236                   | Jan Polanc (SLO)            | 58è                   |
| 237                   | Aliaksandr Rabuixenka (BLR) | DNF                   |

| Vini Zabù THR | Vini Zabù THR           | Vini Zabù THR |
| ------------- | ----------------------- | ------------- |
| Núm           | Ciclista                | Pos           |
| 241           | Kamil Gradek (POL)      | DNF           |
| 242           | Mattia Bevilacqua (ITA) | FC            |
| 243           | Simone Bevilacqua (ITA) | DNF           |
| 244           | Andrea Di Renzo (ITA)   | 102è          |
| 245           | Alessandro Iacchi (ITA) | DNF           |
| 246           | Davide Orrico (ITA)     | FC            |
| 247           | Jan Petelin (LUX)       | DNF           |

| Jumbo-Visma TJV | Jumbo-Visma TJV            | Jumbo-Visma TJV |
| --------------- | -------------------------- | --------------- |
| Núm             | Ciclista                   | Pos             |
| 1               | Wout van Aert (BEL)        | 4t              |
| 2               | Tobias Foss (NOR)          | 46è             |
| 3               | Robert Gesink (NED)        | 69è             |
| 4               | Chris Harper (AUS)         | 118è            |
| 5               | Nathan Van Hooydonck (BEL) | 76è             |
| 6               | Paul Martens (GER)         | DNF             |
| 7               | Timo Roosen (NED)          | 85è             |

| AG2R Citroën Team ACT | AG2R Citroën Team ACT   | AG2R Citroën Team ACT |
| --------------------- | ----------------------- | --------------------- |
| Núm                   | Ciclista                | Pos                   |
| 11                    | Greg Van Avermaet (BEL) | 19è                   |
| 12                    | Lilian Calmejane (FRA)  | FC                    |
| 13                    | Nans Peters (FRA)       | 35è                   |
| 14                    | Michael Schär (SUI)     | 52è                   |
| 15                    | Gijs Van Hoecke (BEL)   | 88è                   |
| 16                    | Andrea Vendrame (ITA)   | 26è                   |
| 17                    | Clément Venturini (FRA) | 17è                   |

| Alpecin-Fenix AFC | Alpecin-Fenix AFC                 | Alpecin-Fenix AFC |
| ----------------- | --------------------------------- | ----------------- |
| Núm               | Ciclista                          | Pos               |
| 21                | Mathieu van der Poel (NED) (ruta) | 1r                |
| 22                | Xandro Meurisse (BEL)             | FC                |
| 23                | Jonas Rickaert (BEL)              | DNF               |
| 24                | Petr Vakoč (CZE)                  | 15è               |
| 25                | Otto Vergaerde (BEL)              | FC                |
| 26                | Gianni Vermeersch (BEL)           | 14è               |
| 27                | Philipp Walsleben (GER)           | 95è               |

| Androni Giocattoli-Sidermec ANS | Androni Giocattoli-Sidermec ANS | Androni Giocattoli-Sidermec ANS |
| ------------------------------- | ------------------------------- | ------------------------------- |
| Núm                             | Ciclista                        | Pos                             |
| 31                              | Mattia Bais (ITA)               | 80è                             |
| 32                              | Alexander Cepeda (ECU)          | FC                              |
| 33                              | Simon Pellaud (SUI)             | DNF                             |
| 34                              | Josip Rumac (CRO)               | 78è                             |
| 35                              | Filippo Tagliani (ITA)          | FC                              |
| 36                              | Nicola Venchiarutti (ITA)       | FC                              |
| 37                              | Mattia Viel (ITA)               | FC                              |

| Astana-Premier Tech APT | Astana-Premier Tech APT       | Astana-Premier Tech APT |
| ----------------------- | ----------------------------- | ----------------------- |
| Núm                     | Ciclista                      | Pos                     |
| 41                      | Jakob Fuglsang (DEN)          | 9è                      |
| 42                      | Alexander Aranburu Deba (ESP) | 22è                     |
| 43                      | Manuele Boaro (ITA)           | 96è                     |
| 44                      | Fabio Felline (ITA)           | DNF                     |
| 45                      | Hugo Houle (CAN)              | 51è                     |
| 46                      | Gorka Izagirre Insausti (ESP) | 50è                     |
| 47                      | Jonas Gregaard Wilsly (DEN)   | FC                      |

| Bahrain Victorious TBV | Bahrain Victorious TBV              | Bahrain Victorious TBV |
| ---------------------- | ----------------------------------- | ---------------------- |
| Núm                    | Ciclista                            | Pos                    |
| 51                     | Peio Bilbao López de Armentia (ESP) | 10è                    |
| 52                     | Eros Capecchi (ITA)                 | DNF                    |
| 53                     | Matej Mohorič (SLO)                 | 56è                    |
| 54                     | Domen Novak (SLO)                   | DNF                    |
| 55                     | Mark Padun (UKR)                    | DNF                    |
| 56                     | Hermann Pernsteiner (AUT)           | 43è                    |
| 57                     | Jan Tratnik (SLO)                   | 83è                    |

| Bardiani CSF Faizanè BCF | Bardiani CSF Faizanè BCF | Bardiani CSF Faizanè BCF |
| ------------------------ | ------------------------ | ------------------------ |
| Núm                      | Ciclista                 | Pos                      |
| 61                       | Filippo Zaccanti (ITA)   | DNF                      |
| 62                       | Davide Gabburo (ITA)     | DNF                      |
| 63                       | Fabio Mazzucco (ITA)     | FC                       |
| 64                       | Alessandro Tonelli (ITA) | 92è                      |
| 65                       | Giovanni Visconti (ITA)  | DNF                      |
| 66                       | Filippo Zana (ITA)       | 38è                      |
| 67                       | Samuele Zoccarato (ITA)  | 108è                     |

| Bora-Hansgrohe BOH | Bora-Hansgrohe BOH     | Bora-Hansgrohe BOH |
| ------------------ | ---------------------- | ------------------ |
| Núm                | Ciclista               | Pos                |
| 71                 | Giovanni Aleotti (ITA) | 55è                |
| 72                 | Emanuel Buchmann (GER) | 40è                |
| 73                 | Marcus Burghardt (GER) | 68è                |
| 74                 | Patrick Gamper (AUT)   | 116è               |
| 75                 | Patrick Konrad (AUT)   | 32è                |
| 76                 | Daniel Oss (ITA)       | 53è                |
| 77                 | Ben Zwiehoff (GER)     | 70è                |

| Cofidis COF | Cofidis COF                  | Cofidis COF |
| ----------- | ---------------------------- | ----------- |
| Núm         | Ciclista                     | Pos         |
| 81          | Nicolas Edet (FRA)           | 112è        |
| 82          | Natnael Berhane (ERI) (ruta) | 106è        |
| 83          | Tom Bohli (SUI)              | 79è         |
| 84          | André Carvalho (POR)         | 87è         |
| 85          | Thomas Champion (FRA)        | 82è         |
| 86          | Nathan Haas (AUS)            | 110è        |
| 87          | Fabio Sabatini (ITA)         | DNF         |

| Deceuninck-Quick Step DQT | Deceuninck-Quick Step DQT       | Deceuninck-Quick Step DQT |
| ------------------------- | ------------------------------- | ------------------------- |
| Núm                       | Ciclista                        | Pos                       |
| 91                        | Julian Alaphilippe (FRA) (ruta) | 2n                        |
| 92                        | João Almeida (POR)              | 37è                       |
| 93                        | Kasper Asgreen (DEN) (ruta)     | 25è                       |
| 94                        | Davide Ballerini (ITA)          | DNF                       |
| 95                        | Dries Devenyns (BEL)            | DNF                       |
| 96                        | Pieter Serry (BEL)              | 66è                       |
| 97                        | Zdeněk Štybar (CZE)             | 62è                       |

| EF Education-Nippo EFN | EF Education-Nippo EFN    | EF Education-Nippo EFN |
| ---------------------- | ------------------------- | ---------------------- |
| Núm                    | Ciclista                  | Pos                    |
| 101                    | Alberto Bettiol (ITA)     | 23è                    |
| 102                    | Simon Carr (GBR)          | 11è                    |
| 103                    | Lawson Craddock (USA)     | DNF                    |
| 104                    | Mitchell Docker (AUS)     | 114è                   |
| 105                    | Alex Howes (USA) (ruta)   | DNF                    |
| 106                    | Sebastian Langeveld (NED) | FC                     |
| 107                    | Julius van den Berg (NED) | FC                     |

| Eolo-Kometa EOK | Eolo-Kometa EOK       | Eolo-Kometa EOK |
| --------------- | --------------------- | --------------- |
| Núm             | Ciclista              | Pos             |
| 111             | Davide Bais (ITA)     | 101è            |
| 112             | Erik Fetter (HUN)     | 100è            |
| 113             | Sergio García (ESP)   | FC              |
| 114             | Arturo Gravalos (ESP) | FC              |
| 115             | Samuele Rivi (ITA)    | DNF             |
| 116             | Diego Sevilla (ESP)   | FC              |
| 117             | Daniel Viegas (POR)   | FC              |

| Groupama-FDJ GFC | Groupama-FDJ GFC           | Groupama-FDJ GFC |
| ---------------- | -------------------------- | ---------------- |
| Núm              | Ciclista                   | Pos              |
| 121              | Stefan Küng (SUI) (ruta)   | 31è              |
| 122              | Kevin Geniets (LUX) (ruta) | 16è              |
| 123              | Simon Guglielmi (FRA)      | 39è              |
| 124              | Tobias Ludvigsson (SWE)    | 103è             |
| 125              | Valentin Madouas (FRA)     | 21è              |
| 126              | Rudy Molard (FRA)          | 36è              |
| 127              | Romain Seigle (FRA)        | 64è              |

| Ineos Grenadiers IGD | Ineos Grenadiers IGD     | Ineos Grenadiers IGD |
| -------------------- | ------------------------ | -------------------- |
| Núm                  | Ciclista                 | Pos                  |
| 131                  | Thomas Pidcock (GBR)     | 5è                   |
| 132                  | Leonardo Basso (ITA)     | DNF                  |
| 133                  | Egan Bernal Gómez (COL)  | 3r                   |
| 134                  | Owain Doull (GBR)        | 27è                  |
| 135                  | Michał Kwiatkowski (POL) | DNF                  |
| 136                  | Salvatore Puccio (ITA)   | DNF                  |
| 137                  | Pàvel Sivakov (RUS)      | 67è                  |

| Intermarché-Wanty-Gobert Matériaux IWG | Intermarché-Wanty-Gobert Matériaux IWG | Intermarché-Wanty-Gobert Matériaux IWG |
| -------------------------------------- | -------------------------------------- | -------------------------------------- |
| Núm                                    | Ciclista                               | Pos                                    |
| 141                                    | Théo Delacroix (FRA)                   | 77è                                    |
| 142                                    | Tom Devriendt (BEL)                    | DNF                                    |
| 143                                    | Andrea Pasqualon (ITA)                 | DNF                                    |
| 144                                    | Simone Petilli (ITA)                   | 91è                                    |
| 145                                    | Lorenzo Rota (ITA)                     | 34è                                    |
| 146                                    | Loïc Vliegen (BEL)                     | DNF                                    |
| 147                                    | Jan Bakelants (BEL)                    | 65è                                    |

| Israel Start-Up Nation ISN | Israel Start-Up Nation ISN | Israel Start-Up Nation ISN |
| -------------------------- | -------------------------- | -------------------------- |
| Núm                        | Ciclista                   | Pos                        |
| 151                        | Reto Hollenstein (SUI)     | 86è                        |
| 152                        | Jenthe Biermans (BEL)      | DNF                        |
| 153                        | Guillaume Boivin (CAN)     | FC                         |
| 154                        | Alessandro De Marchi (ITA) | 59è                        |
| 155                        | Alexis Renard (FRA)        | FC                         |
| 156                        | Mads Würtz Schmidt (DEN)   | 109è                       |
| 157                        | Tom Van Asbroeck (BEL)     | 75è                        |

| Lotto-Soudal LTS | Lotto-Soudal LTS         | Lotto-Soudal LTS |
| ---------------- | ------------------------ | ---------------- |
| Núm              | Ciclista                 | Pos              |
| 161              | Tim Wellens (BEL)        | 13è              |
| 162              | Filippo Conca (ITA)      | 81è              |
| 163              | Frederik Frison (BEL)    | 94è              |
| 164              | Andreas Kron (DEN)       | 28è              |
| 165              | Tomasz Marczyński (POL)  | DNF              |
| 166              | Tosh Van der Sande (BEL) | DNF              |
| 167              | Brent Van Moer (BEL)     | 61è              |

| Movistar Team MOV | Movistar Team MOV                 | Movistar Team MOV |
| ----------------- | --------------------------------- | ----------------- |
| Núm               | Ciclista                          | Pos               |
| 171               | Alejandro Valverde Belmonte (ESP) | 47è               |
| 172               | Héctor Carretero Milla (ESP)      | 97è               |
| 173               | Iván García Cortina (ESP)         | 29è               |
| 174               | Abner González (PUR)              | 71è               |
| 175               | Lluís Mas Bonet (ESP)             | 48è               |
| 176               | Sergio Samitier (ESP)             | 115è              |
| 177               | Gonzalo Serrano Rodríguez (ESP)   | 49è               |

| Arkéa-Samsic ARK | Arkéa-Samsic ARK         | Arkéa-Samsic ARK |
| ---------------- | ------------------------ | ---------------- |
| Núm              | Ciclista                 | Pos              |
| 181              | Diego Rosa (ITA)         | 57è              |
| 182              | Benjamin Declercq (BEL)  | 104è             |
| 183              | Thibault Guernalec (FRA) | DNF              |
| 184              | Kévin Ledanois (FRA)     | 113è             |
| 185              | Matis Louvel (FRA)       | 74è              |
| 186              | Łukasz Owsian (POL)      | 105è             |
| 187              | Laurent Pichon (FRA)     | DNF              |

| BikeExchange BEX | BikeExchange BEX              | BikeExchange BEX |
| ---------------- | ----------------------------- | ---------------- |
| Núm              | Ciclista                      | Pos              |
| 191              | Simon Yates (GBR)             | 63è              |
| 192              | Jack Bauer (NZL)              | 89è              |
| 193              | Brent Bookwalter (USA)        | 44è              |
| 194              | Christopher Juul-Jensen (DEN) | 60è              |
| 195              | Barnabás Peák (HUN)           | FC               |
| 196              | Nick Schultz (AUS)            | DNF              |
| 197              | Robert Stannard (AUS)         | 30è              |

| Team DSM DSM | Team DSM DSM            | Team DSM DSM |
| ------------ | ----------------------- | ------------ |
| Núm          | Ciclista                | Pos          |
| 201          | Romain Bardet (FRA)     | 20è          |
| 202          | Thymen Arensman (NED)   | 117è         |
| 203          | Romain Combaud (FRA)    | 107è         |
| 204          | Chris Hamilton (AUS)    | 90è          |
| 205          | Joris Nieuwenhuis (NED) | 98è          |
| 206          | Martijn Tusveld (NED)   | 99è          |
| 207          | Kevin Vermaerke (USA)   | 111è         |

| Qhubeka Assos TQA | Qhubeka Assos TQA          | Qhubeka Assos TQA |
| ----------------- | -------------------------- | ----------------- |
| Núm               | Ciclista                   | Pos               |
| 211               | Simon Clarke (AUS)         | 8è                |
| 212               | Michael Gogl (AUT)         | 6è                |
| 213               | Bert-Jan Lindeman (NED)    | 84è               |
| 214               | Robert Power (AUS)         | 12è               |
| 215               | Mauro Schmid (SUI)         | 41è               |
| 216               | Karel Vacek (CZE)          | DNF               |
| 217               | Emil Nygaard Vinjebo (DEN) | 72è               |

| Trek-Segafredo TFS | Trek-Segafredo TFS           | Trek-Segafredo TFS |
| ------------------ | ---------------------------- | ------------------ |
| Núm                | Ciclista                     | Pos                |
| 221                | Gianluca Brambilla (ITA)     | 33è                |
| 222                | Nicola Conci (ITA)           | DNF                |
| 223                | Amanuel Gebrezgabihier (ERI) | 73è                |
| 224                | Bauke Mollema (NED)          | 18è                |
| 225                | Antonio Nibali (ITA)         | DNF                |
| 226                | Quinn Simmons (USA)          | 54è                |
| 227                | Toms Skujiņš (LAT)           | 45è                |

| UAE Team Emirates UAD | UAE Team Emirates UAD       | UAE Team Emirates UAD |
| --------------------- | --------------------------- | --------------------- |
| Núm                   | Ciclista                    | Pos                   |
| 231                   | Tadej Pogačar (SLO)         | 7è                    |
| 232                   | Valerio Conti (ITA)         | DNF                   |
| 233                   | Davide Formolo (ITA)        | 24è                   |
| 234                   | Vegard Stake Laengen (NOR)  | 42è                   |
| 235                   | Marco Marcato (ITA)         | 93è                   |
| 236                   | Jan Polanc (SLO)            | 58è                   |
| 237                   | Aliaksandr Rabuixenka (BLR) | DNF                   |

| Vini Zabù THR | Vini Zabù THR           | Vini Zabù THR |
| ------------- | ----------------------- | ------------- |
| Núm           | Ciclista                | Pos           |
| 241           | Kamil Gradek (POL)      | DNF           |
| 242           | Mattia Bevilacqua (ITA) | FC            |
| 243           | Simone Bevilacqua (ITA) | DNF           |
| 244           | Andrea Di Renzo (ITA)   | 102è          |
| 245           | Alessandro Iacchi (ITA) | DNF           |
| 246           | Davide Orrico (ITA)     | FC            |
| 247           | Jan Petelin (LUX)       | DNF           |